# Денбелид
Денбели́д (перс. دنبلید‎) — село на севере Ирана, в остане Альборз. Входит в состав шахрестана Талекан. Является частью дехестана (сельского округа) Паин-Талекан бахша Меркези.

## География
Село находится в северо-западной части Альборза, в горной местности южного Эльбурса, на расстоянии приблизительно 41 километра к северо-западу от Кереджа, административного центра провинции. Абсолютная высота — 2044 метра над уровнем моря.

## Население
По данным переписи 2006 года население села составляло 766 человек (417 мужчин и 349 женщин). В Денбелиде насчитывалось 232 семьи. Уровень грамотности населения составлял 88,12 %. Уровень грамотности среди мужчин составлял 88,73 %, среди женщин — 87,39 %.